# Danh sách đĩa nhạc của Amy Winehouse
Danh sách đĩa nhạc của nữ ca sĩ kiêm sáng tác theo dòng nhạc soul, jazz và R&B người Anh Amy Winehouse có bao gồm 3 album phòng thu, 1 album trực tiếp, 3 đĩa mở rộng, 14 đĩa đơn (với 3 đĩa đơn dưới dạng nghệ sĩ khách mời), 1 album video và 15 video âm nhạc. Theo ước tính, đến khi mất vào ngày 23 tháng 7 năm 2011, Winehouse đã bán ra hơn 1.7 triệu đĩa đơn và hơn 3.9 triệu album tại Anh Quốc.
Album đầu tay của Winehouse, Frank được phát hành bởi hãng Island Records tại Anh Quốc vào tháng 10 năm 2003 và đạt đến vị trí thứ 15 trên UK Albums Chart. Dù vậy, cả bốn đĩa đơn trích từ album này đều không thể đạt được đến top 40 tại UK Singles Chart. Album phòng thu thứ hai và cũng là album cuối cùng của cô, Back to Black, được phát hành vào tháng 10 năm 2006, đạt đến ngôi đầu bảng UK Albums Chart và vị trí thứ 7 trên Billboard 200 tại Hoa Kỳ. Album đã 5 lần được chứng nhận Bạch kim bởi BPI và là album bán chạy nhất năm 2007 tại Anh Quốc. Đĩa đơn đầu tiên trích từ album, "Rehab" đạt đến vị trí thứ 7 và 9 lần lượt tại Anh Quốc và Billboard Hot 100 của Hoa Kỳ. Các đĩa đơn còn lại từ album, "Back to Black", "Tears Dry on Their Own" và "Love Is a Losing Game" đều được phát hành trong năm 2007. Một phiên bản đặc biệt của album được phát hành tại Anh Quốc vào tháng 11 năm 2007 và đạt đến ngôi dẫn đầu tại Anh Quốc. Tính đến giữa năm 2009, Back to Black đạt 2.985.303 bản và là album có lượng doanh số lớn thứ 18 trong lịch sử âm nhạc tại Anh Quốc.
Cô còn hợp tác cùng những nghệ sĩ khác trong nhiều đĩa đơn, có thể kể đến như phần góp giọng của cô trong bài hát "Valerie" trong album đơn ca Version của Mark Ronson. Bài hát đạt đến ngôi Á quân tại Anh Quốc và được đề cử cho hạng mục "Đĩa đơn Anh Quốc xuất sắc nhất" tại mùa giải Brit Award năm 2008; hay bài hát "B Boy Baby" mà cô hợp tác cùng thành viên cũ của ban nhạc nữ Sugababe, Mutya Buena được phát hành vào ngày 17 tháng 12 năm 2007, dưới dạng đĩa đơn thứ tư trích từ album phòng thu đầu tay của Buena, Real Girl. Bản thu âm cuối cùng của Winehouse là bản song ca "Body and Soul" cùng nam ca sĩ Tony Bennett, nằm trong album Duets II được phát hành vào ngày 20 tháng 9 năm 2011. Bài hát còn được tái xuất hiện trong album biên tập sau khi mất của cô, Lioness: Hidden Treasures.

## Album

### Album phòng thu
| Tựa đề        | Chi tiết                                                                                 | Thứ hạng cao nhất | Thứ hạng cao nhất | Thứ hạng cao nhất | Thứ hạng cao nhất | Thứ hạng cao nhất | Thứ hạng cao nhất | Thứ hạng cao nhất | Thứ hạng cao nhất | Thứ hạng cao nhất | Thứ hạng cao nhất | Doanh số                                                          | Chứng nhận |
| Tựa đề        | Chi tiết                                                                                 | Anh Quốc          | Úc                | Áo                | Pháp              | Đức               | Ireland           | Hà Lan            | New Zealand       | SWI               | Mỹ                | Doanh số                                                          | Chứng nhận |
| ------------- | ---------------------------------------------------------------------------------------- | ----------------- | ----------------- | ----------------- | ----------------- | ----------------- | ----------------- | ----------------- | ----------------- | ----------------- | ----------------- | ----------------------------------------------------------------- | --- |
| Frank         | - Phát hành: 20 tháng 10 năm 2003 - Nhãn thu âm: Island - Định dạng: CD, LP, tải nhạc số | 3                 | 23                | 5                 | 9                 | 9                 | 9                 | 7                 | 22                | 16                | 33                | - Anh Quốc: 981.147 - Mỹ: 315.000                                 | - Anh Quốc: · 3× Bạch kim - ARIA: · Vàng - Đức: · Bạch kim - Áo: · Vàng - Thụy Sĩ: · Bạch kim |
| Back to Black | - Phát hành: 27 tháng 10 năm 2006 - Nhãn thu âm: Island - Định dạng: CD, LP, tải nhạc số | 1                 | 4                 | 1                 | 1                 | 1                 | 1                 | 1                 | 1                 | 1                 | 2                 | - Anh Quốc: 3.513.084 - Mỹ: 2.300.000 - Toàn thế giới: 20.000.000 | - Anh Quốc: · 11× Bạch kim - Úc: · 3× Bạch kim - Đức: · 6× Bạch kim - Áo: · 7× Bạch kim - Thụy Sĩ: · 7× Bạch kim - Hà Lan: · 5× Bạch kim - Pháp: · 2× Bạch kim - Mỹ: · 2× Bạch kim - New Zealand: · 3× Bạch kim |

### Album trực tiếp
| Tựa đề                   | Chi tiết                                                                                | Thứ hạng cao nhất | Thứ hạng cao nhất | Thứ hạng cao nhất | Thứ hạng cao nhất | Thứ hạng cao nhất |
| Tựa đề                   | Chi tiết                                                                                | Anh Quốc          | Áo                | Pháp              | Đức               | Hà Lan            |
| ------------------------ | --------------------------------------------------------------------------------------- | ----------------- | ----------------- | ----------------- | ----------------- | ----------------- |
| Amy Winehouse at the BBC | - Phát hành: 12 tháng 11 năm 2012 - Nhãn thu âm: Island, Lioness - Định dạng: CD/DVD/LP | 83                | 68                | 54                | 54                | 41                |

### Album biên tập
| Tựa đề                    | Chi tiết                                                                                         | Thứ hạng cao nhất | Thứ hạng cao nhất | Thứ hạng cao nhất | Thứ hạng cao nhất | Thứ hạng cao nhất | Thứ hạng cao nhất | Thứ hạng cao nhất | Thứ hạng cao nhất | Thứ hạng cao nhất | Thứ hạng cao nhất | Doanh số                                                     | Chứng nhận |
| Tựa đề                    | Chi tiết                                                                                         | Anh Quốc          | Úc                | Áo                | Pháp              | Đức               | Ireland           | Hà Lan            | New Zealand       | Thụy Sĩ           | Mỹ                | Doanh số                                                     | Chứng nhận |
| ------------------------- | ------------------------------------------------------------------------------------------------ | ----------------- | ----------------- | ----------------- | ----------------- | ----------------- | ----------------- | ----------------- | ----------------- | ----------------- | ----------------- | ------------------------------------------------------------ | --- |
| Lioness: Hidden Treasures | - Phát hành: 2 tháng 12 năm 2011 - Nhãn thu âm: Island, Lioness - Định dạng: CD, LP, tải nhạc số | 1                 | 8                 | 1                 | 2                 | 3                 | 4                 | 1                 | 2                 | 1                 | 5                 | - Anh Quốc: 750.000 - Mỹ: 423.000 - Toàn thế giới: 2.400.000 | - Anh Quốc: · 2× Bạch kim - Úc: · Vàng - Đức: · Bạch kim - Áo: · Bạch kim - Thụy Sĩ: · Bạch kim - Ireland: · 2× Bạch kim - New Zealand: · Bạch kim |

### Đĩa mở rộng
| Sessions@AOL                                                                  | - Phát hành: 1 tháng 6 năm 2004 - Nhãn thu âm: Island - Định dạng: Tải nhạc số     | —   |
| iTunes Festival: London 2007                                                  | - Phát hành: 13 tháng 8 năm 2007 - Nhãn thu âm: Island - Định dạng: Tải nhạc số    | —   |
| Back to Black: B-Sides                                                        | - Phát hành: 15 tháng 1 năm 2008 - Nhãn thu âm: Universal - Định dạng: Tải nhạc số | 101 |
| "—" Album không có mặt trên bảng xếp hạng hoặc không phát hành ở quốc gia đó. |                                                                                    |     |

### Bộ đĩa
| Frank / Back to Black                                                         | - Phát hành: 24 tháng 11 năm 2008 - Nhãn thu âm: Island - Định dạng: Bộ đĩa gồm 4 CD               | 10 | 18 | 38 | 48 | 16 | 20 |
| At the BBC: Deluxe Box Set                                                    | - Released: 12 tháng 11 năm 2012 - Nhãn thu âm: Island, Lioness - Định dạng: Bộ đĩa gồm 3 DVD/1 CD | —  | —  | —  | —  | —  | —  |
| "—" Album không có mặt trên bảng xếp hạng hoặc không phát hành ở quốc gia đó. | |    |    |    |    |    |    |

## Đĩa đơn
| Đĩa đơn                                                                         | Năm  | Thứ hạng cao nhất | Thứ hạng cao nhất | Thứ hạng cao nhất | Thứ hạng cao nhất | Thứ hạng cao nhất | Thứ hạng cao nhất | Thứ hạng cao nhất | Thứ hạng cao nhất | Thứ hạng cao nhất | Thứ hạng cao nhất | Chứng nhận                                                                      | Album                     |
| Đĩa đơn                                                                         | Năm  | Anh Quốc          | Úc                | Áo                | Pháp              | Đức               | Ireland           | Hà Lan            | New Zealand       | Thụy Sĩ           | Mỹ                | Chứng nhận                                                                      | Album                     |
| ------------------------------------------------------------------------------- | ---- | ----------------- | ----------------- | ----------------- | ----------------- | ----------------- | ----------------- | ----------------- | ----------------- | ----------------- | ----------------- | ------------------------------------------------------------------------------- | ------------------------- |
| "Stronger Than Me"                                                              | 2003 | 71                | —                 | —                 | —                 | —                 | —                 | —                 | —                 | —                 | —                 |                                                                                 | Frank                     |
| "Take the Box"                                                                  | 2004 | 57                | —                 | —                 | —                 | —                 | —                 | —                 | —                 | —                 | —                 |                                                                                 | Frank                     |
| "In My Bed" / "You Sent Me Flying"                                              | 2004 | 60                | —                 | —                 | —                 | —                 | —                 | —                 | —                 | —                 | —                 |                                                                                 | Frank                     |
| "Fuck Me Pumps" / "Help Yourself"                                               | 2004 | 65                | —                 | —                 | —                 | —                 | —                 | —                 | —                 | —                 | —                 |                                                                                 | Frank                     |
| "Rehab"                                                                         | 2006 | 7                 | 27                | 19                | 11                | 23                | 21                | 17                | 12                | 11                | 9                 | - Anh Quốc: · Vàng - Thụy Sĩ: · Bạch kim - Mỹ: · Bạch kim - New Zealand: · Vàng | Back to Black             |
| "You Know I'm No Good"                                                          | 2007 | 18                | 89                | 50                | 17                | 71                | 39                | —                 | —                 | 7                 | 77                | - Thụy Sĩ: · Bạch kim                                                           | Back to Black             |
| "Back to Black"                                                                 | 2007 | 8                 | 56                | 3                 | 15                | 8                 | 11                | 18                | —                 | 8                 | —                 | - Anh Quốc: · Bạc - Thụy Sĩ: · Bạch kim                                         | Back to Black             |
| "Tears Dry on Their Own"                                                        | 2007 | 16                | —                 | —                 | 87                | 56                | 26                | —                 | —                 | —                 | —                 | - Anh Quốc: · Bạc                                                               | Back to Black             |
| "Love Is a Losing Game"                                                         | 2007 | 33                | —                 | —                 | —                 | —                 | 33                | —                 | —                 | —                 | —                 |                                                                                 | Back to Black             |
| "Body and Soul" (cùng Tony Bennett)                                             | 2011 | 40                | 97                | 36                | 27                | 31                | —                 | 31                | —                 | 35                | 87                |                                                                                 | Lioness: Hidden Treasures |
| "Our Day Will Come"                                                             | 2011 | 29                | —                 | —                 | 54                | —                 | —                 | —                 | —                 | 69                | —                 |                                                                                 | Lioness: Hidden Treasures |
| "—" Đĩa đơn không có mặt trên bảng xếp hạng hoặc không phát hành ở quốc gia đó. |      |                   |                   |                   |                   |                   |                   |                   |                   |                   |                   |                                                                                 |                           |

### Dưới dạng nghệ sĩ khách mời
| Đĩa đơn                                                                         | Năm  | Thứ hạng cao nhất | Thứ hạng cao nhất | Thứ hạng cao nhất | Thứ hạng cao nhất | Thứ hạng cao nhất | Thứ hạng cao nhất | Thứ hạng cao nhất | Thứ hạng cao nhất | Thứ hạng cao nhất | Chứng nhận    | Album        |
| Đĩa đơn                                                                         | Năm  | Anh Quốc          | Úc                | Áo                | Pháp              | Đức               | Ireland           | Hà Lan            | New Zealand       | Thụy Sĩ           | Chứng nhận    | Album        |
| ------------------------------------------------------------------------------- | ---- | ----------------- | ----------------- | ----------------- | ----------------- | ----------------- | ----------------- | ----------------- | ----------------- | ----------------- | ------------- | ------------ |
| "Valerie" (Mark Ronson hợp tác cùng Amy Winehouse)                              | 2007 | 2                 | 34                | 5                 | —                 | 3                 | 3                 | 1                 | 29                | 4                 | - Đức: · Vàng | Version      |
| "B Boy Baby" (Mutya Buena hợp tác cùng Amy Winehouse)                           | 2007 | 73                | —                 | —                 | —                 | —                 | —                 | —                 | —                 | —                 |               | Real Girl    |
| "Cherry Wine" (Nas hợp tác cùng Amy Winehouse)                                  | 2012 | 144               | —                 | —                 | —                 | —                 | —                 | —                 | —                 | —                 |               | Life Is Good |
| "—" Đĩa đơn không có mặt trên bảng xếp hạng hoặc không phát hành ở quốc gia đó. |      |                   |                   |                   |                   |                   |                   |                   |                   |                   |               |              |

### Các bài hát xếp hạng khác
| Tựa đề                                                                          | Năm  | Thứ hạng cao nhất | Thứ hạng cao nhất | Thứ hạng cao nhất | Thứ hạng cao nhất | Thứ hạng cao nhất | Album                              |
| Tựa đề                                                                          | Năm  | Anh Quốc          | Áo                | Đức               | Ireland           | Thụy Sĩ           | Album                              |
| ------------------------------------------------------------------------------- | ---- | ----------------- | ----------------- | ----------------- | ----------------- | ----------------- | ---------------------------------- |
| "Valerie" (phiên bản đơn ca Live Lounge)                                        | 2007 | 37                | 35                | 48                | 33                | —                 | Back to Black (Phiên bản đặc biệt) |
| "Cupid"                                                                         | 2008 | —                 | —                 | —                 | —                 | 49                | Back to Black (Phiên bản đặc biệt) |
| "Will You Still Love Me Tomorrow?"                                              | 2011 | 62                | —                 | —                 | —                 | —                 | Bridget Jones: The Edge of Reason  |
| "—" Đĩa đơn không có mặt trên bảng xếp hạng hoặc không phát hành ở quốc gia đó. |      |                   |                   |                   |                   |                   |                                    |

## Các lần xuất hiện khác
| Tựa đề                                                          | Năm  | Album                                          |
| --------------------------------------------------------------- | ---- | ---------------------------------------------- |
| "Get Over It" (bản chỉnh sửa) (JTWR hợp tác cùng Amy Winehouse) | 2004 | BBC 1xtra & DJ Excalibah Present: We Got Next  |
| "Will You Still Love Me Tomorrow?"                              | 2004 | Bridget Jones: The Edge of Reason              |
| "Best for Me" (Tyler James hợp tác cùng Amy Winehouse)          | 2005 | The Unlikely Lad                               |
| "To Know Him Is to Love Him"                                    | 2007 | The Saturday Sessions: The Dermot O'Leary Show |
| "It's My Party" (Quincy Jones hợp tác cùng Amy Winehouse)       | 2010 | Q: Soul Bossa Nostra                           |

| Tựa đề                                                  | Năm (phát hành) | Album                                         |
| ------------------------------------------------------- | --------------- | --------------------------------------------- |
| "You Know I'm No Good" (trực tiếp)                      | 2007            | AOL Winter Warmer 2006 (Live)                 |
| "Back to Black" (trực tiếp)                             | 2007            | AOL Winter Warmer 2006 (Live)                 |
| "Back to Black" (bản thu gốc)                           | 2007            | Đĩa đơn kĩ thuật số                           |
| "Back to Black" (Vodafone) [Trực tiếp tại TBA]          | 2007            | Đĩa đơn kĩ thuật số                           |
| "Rehab" (bản thu gốc)                                   | 2007            | Đĩa đơn kĩ thuật số                           |
| "Rehab" (bản phối lại hợp tác cùng Jay-Z)               | 2007            | Đĩa đơn kĩ thuật số                           |
| "Rehab" (Vodafone) [Trực tiếp tại TBA]                  | 2007            | Đĩa đơn kĩ thuật số                           |
| "Tears Dry on Their Own" (Vodafone) [Trực tiếp tại TBA] | 2007            | Đĩa đơn kĩ thuật số                           |
| "You Know I'm No Good" (bản thu gốc)                    | 2007            | Đĩa đơn kĩ thuật số                           |
| "You Know I'm No Good" (Vodafone) [Trực tiếp tại TBA]   | 2007            | Đĩa đơn kĩ thuật số                           |
| "Long Day"                                              | 2007            | Đĩa đơn kĩ thuật số                           |
| "Best Friend" (phiên bản mộc)                           | 2008            | Đĩa đơn kĩ thuật số                           |
| "Tears Dry on Their Own" (trực tiếp)                    | 2008            | Later... Live with Jools Holland              |
| "Rehab" (trực tiếp)                                     | 2010            | Dermot O'Leary Presents the Saturday Sessions |
| "'Round Midnight (Amy's Lyrical Twist)"                 | 2011            | Đĩa đơn kĩ thuật số                           |

| Tựa đề                                     | Năm  | Album                           |
| ------------------------------------------ | ---- | ------------------------------- |
| "Take the Box"                             | 2005 | The Strat Pack: Live in Concert |
| "In My Bed"                                | 2005 | The Strat Pack: Live in Concert |
| "Stronger than Me"                         | 2005 | The Strat Pack: Live in Concert |
| "Don't Go to Strangers" (cùng Paul Weller) | 2008 | Weller at the BBC               |

## Danh sách video

### Album video
| Tựa đề                                                        | Chi tiết |
| ------------------------------------------------------------- | --- |
| Sympatico MSN Presents Amy Winehouse Live @ The Orange Lounge | - Thu âm: 11 tháng 5 năm 2007 - Phát hành: 23 tháng 10 năm 2007 (Mỹ) - Nhãn thu âm: Universal Republic - Định dạng: DVD |
| I Told You I Was Trouble: Live in London                      | - Thu âm: 9 tháng 3 năm 2007 - Phát hành: 5 tháng 11 năm 2007 - Nhãn thu âm: Island - Định dạng: DVD, Blu-ray           |
| In Concert 2007                                               | - Thu âm: 29 tháng 6 năm 2007 - Phát hành: 30 tháng 8 năm 2011 (Mỹ) - Nhãn thu âm: Immortal - Định dnạg: DVD            |

### Video âm nhạc
| Tựa đề                                         | Năm  | Đạo diễn         |
| ---------------------------------------------- | ---- | ---------------- |
| "Stronger Than Me"                             | 2003 |                  |
| "Take the Box"                                 | 2003 |                  |
| "In My Bed"                                    | 2004 | Paul Gore        |
| "Fuck Me Pumps"                                | 2004 | Marlene Rhein    |
| "Rehab"                                        | 2006 | Phil Griffin     |
| "You Know I'm No Good"                         | 2007 | Phil Griffin     |
| "Back to Black"                                | 2007 | Phil Griffin     |
| "Tears Dry on Their Own"                       | 2007 | David LaChapelle |
| "Love Is a Losing Game" (phiên bản dựng phim)  | 2007 |                  |
| "Love Is a Losing Game" (phiên bản trực tiếp)  | 2007 |                  |
| "Valerie" (Mark Ronson và the Winettes)        | 2007 |                  |
| "Just Friends"                                 | 2008 |                  |
| "Body and Soul" (cùng Tony Bennett)            | 2011 |                  |
| "Our Day Will Come"                            | 2011 |                  |
| "Cherry Wine" (Nas hợp tác cùng Amy Winehouse) | 2012 | Jay Martin       |